# بانگه
بانگه (به لهستانی:  Banie) یک روستا در لهستان است که در گمینا بانگه واقع شده‌است. بانگه ۲٬۰۰۰ نفر جمعیت دارد.

## نگارخانه

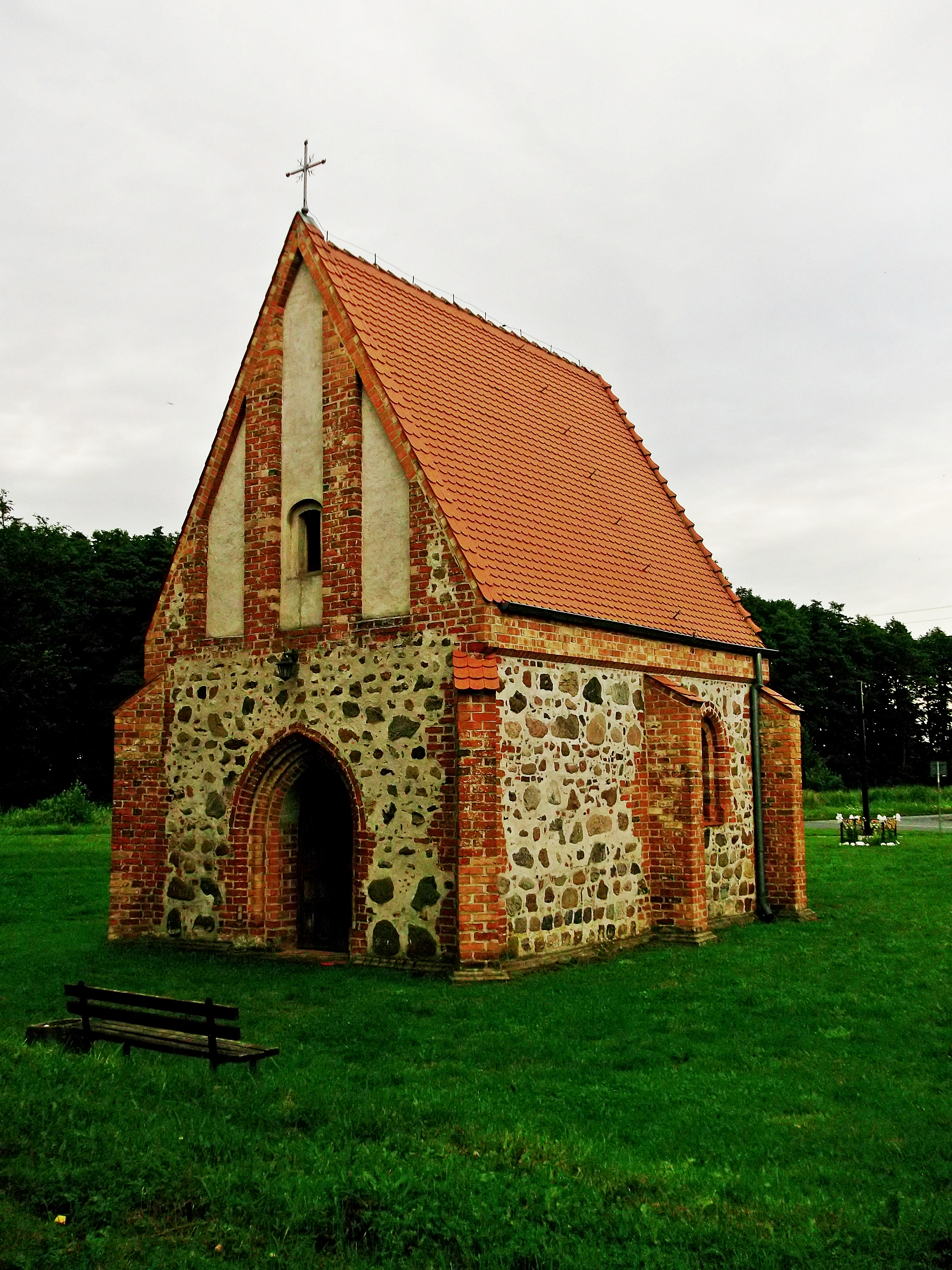
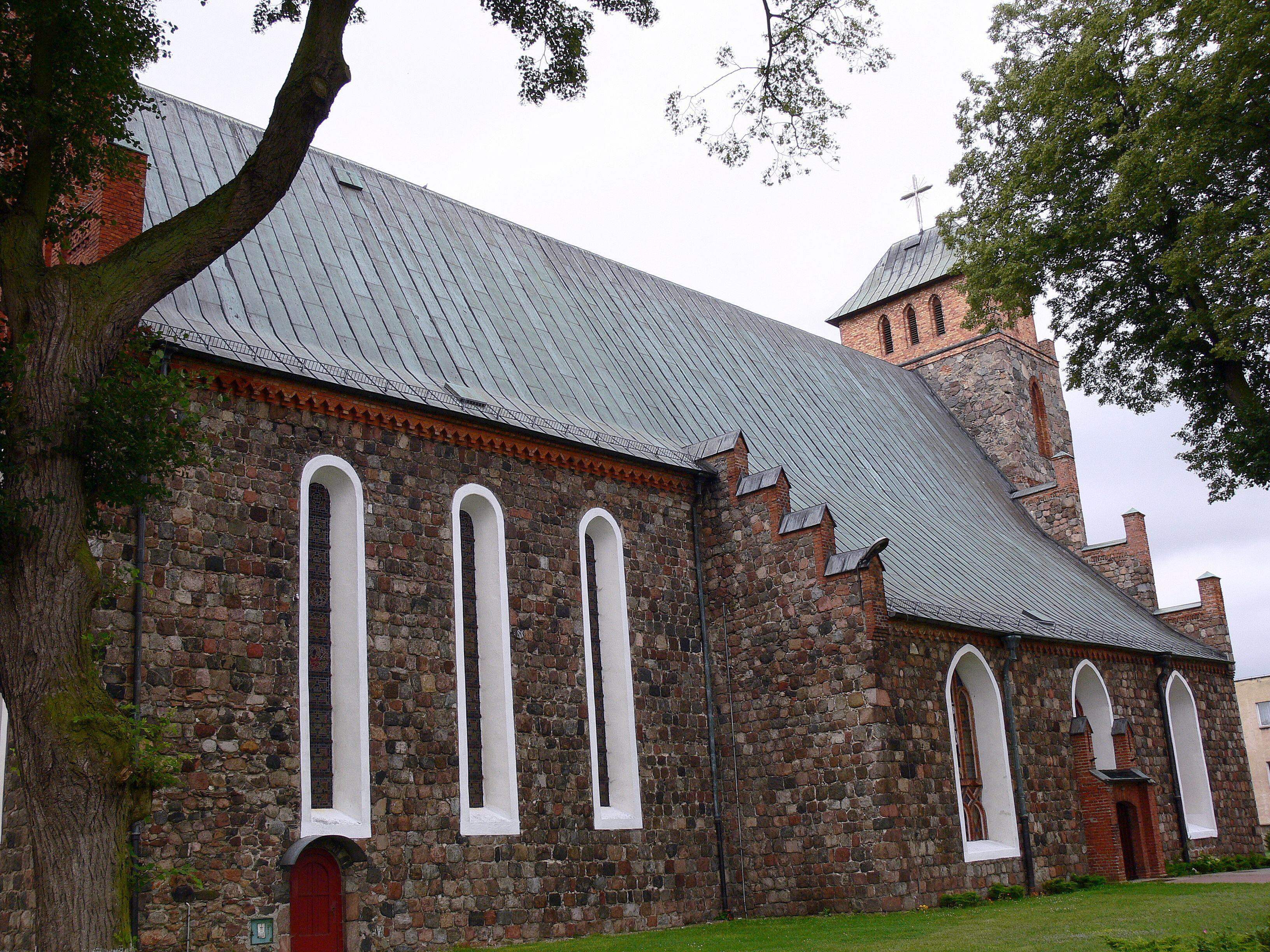
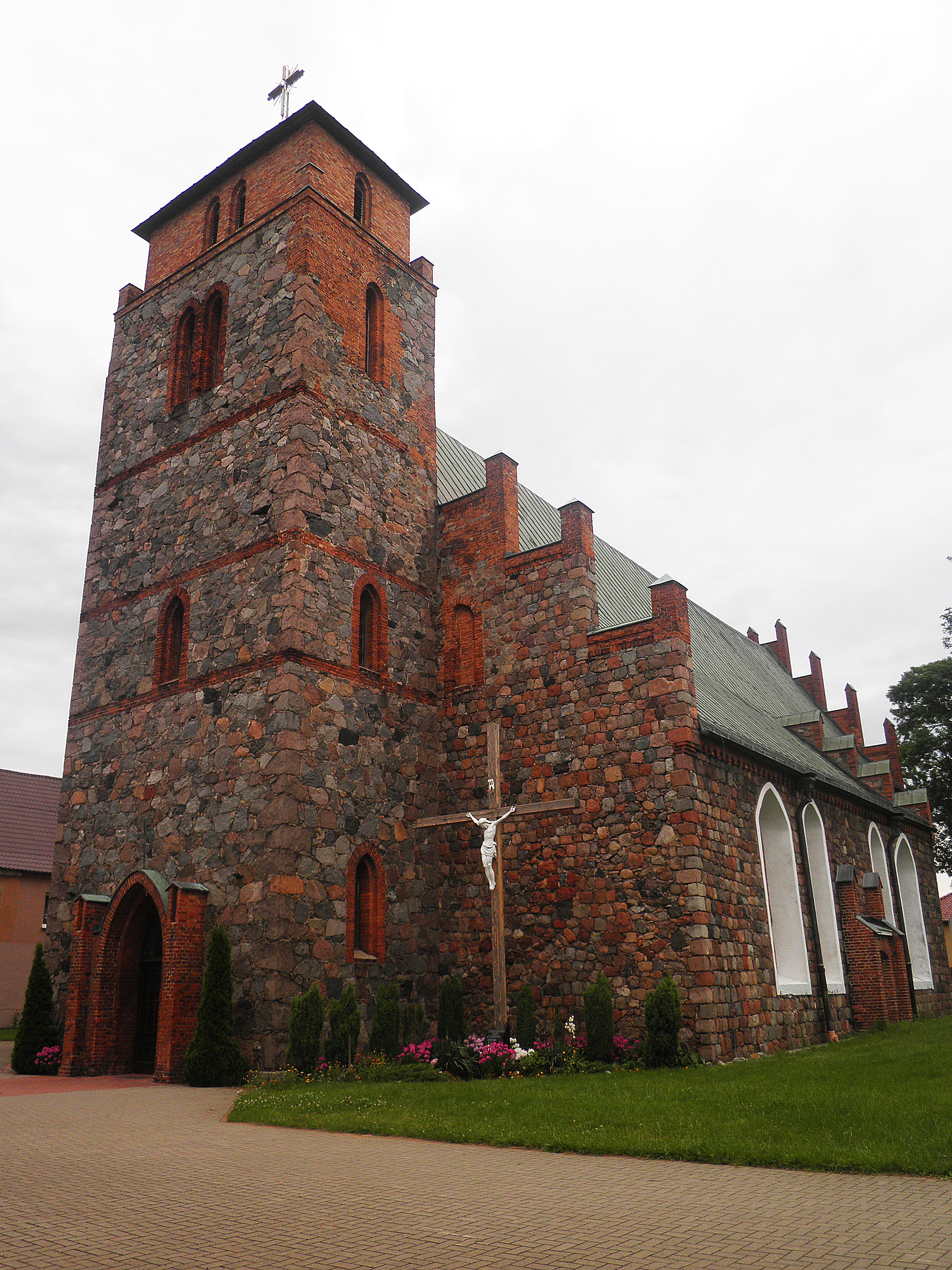
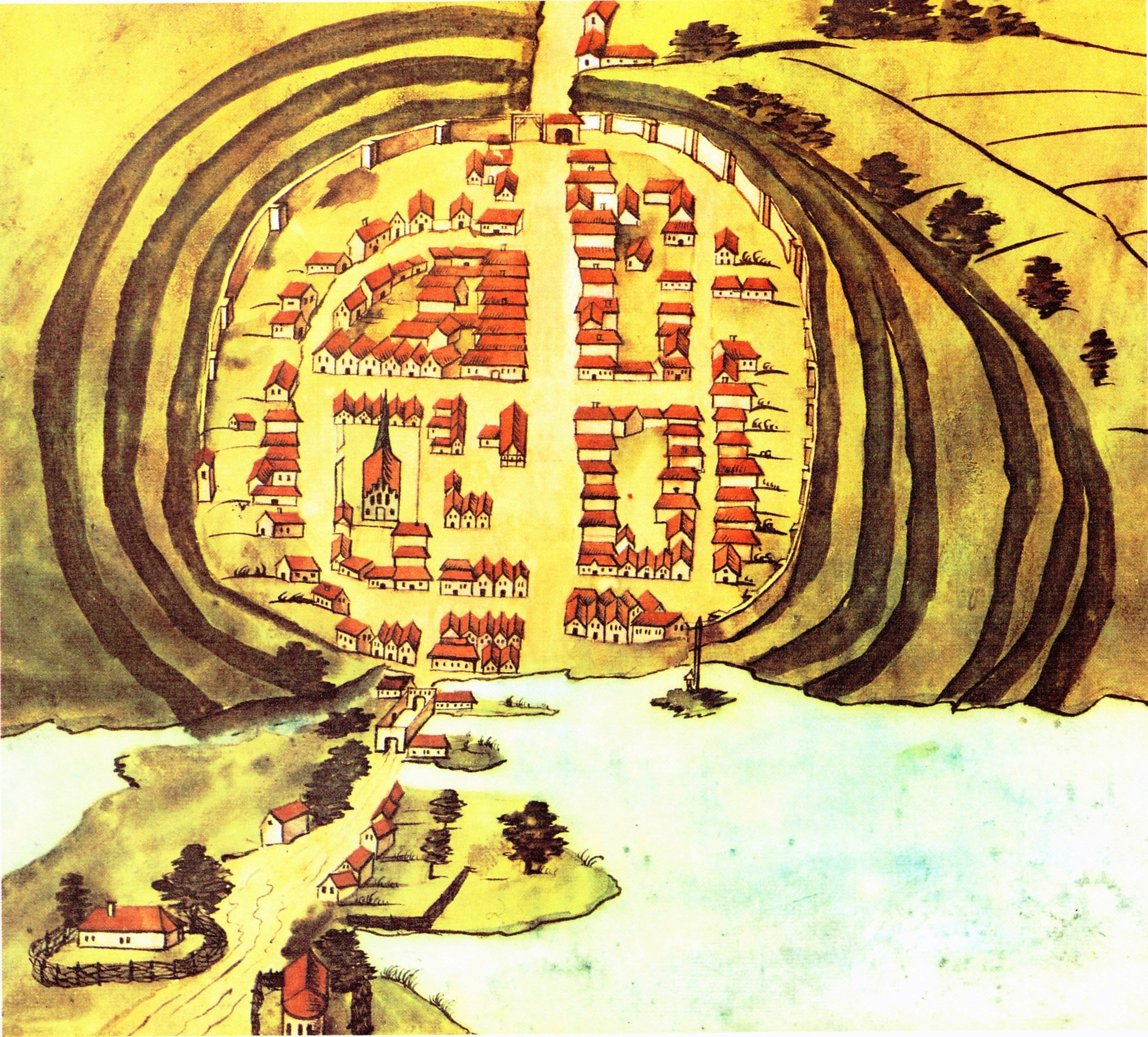